# Lucas Leite
Lucas Joas Gomes Leite (São Paulo, 3 de novembro de 1982) é um grappler brasileiro. Ele é multicampeão mundial, com títulos em campeonatos mundiais com e sem quimono, incluindo o Mundial da IBJJF, Mundial No-Gi da IBJJF e Grapplers Quest. Leite começou a treinar jiu-jitsu brasileiro aos 12 anos de idade, sob a orientação de Ryan Gracie. Ele recebeu a faixa-preta de Leo Vieira em 2006.
Leite é conhecido por seu jogo dinâmico de meia-guarda, utilizando uma pressão de quadril com torção de joelho, e afirma que acredita na eficácia da meia-guarda tanto com quanto sem quimono. Apesar de ser leve por natureza, Leite compete frequentemente nas divisões de peso pesado ou absoluto. Ele se mudou do Brasil para a Califórnia em 2007 e abriu sua própria academia de jiu-jitsu, onde atualmente atua como professor em tempo integral. Entre seus alunos está a lutadora do UFC, Jessica Penne. Ele é membro da equipe Checkmat BJJ. Leite venceu o Campeonato Pan-Americano na divisão até 94 kg em 2015.

## Conquistas e Feitos
Principais conquistas:
- 1º lugar no Campeonato Mundial No-Gi da IBJJF (2014 / 2011 / 2009[6])
- 1º lugar no Campeonato Pan-Americano da IBJJF (2015 [7]/ 2014 / 2012 / 2009)
- 2º lugar no Campeonato Mundial da IBJJF (2011 / 2013 / 2015)
- 2º lugar no Campeonato Mundial No-Gi da IBJJF (2013)
- 2º lugar no Campeonato Abu Dhabi Pro da UAEJJF (2012)
- 2º lugar no Campeonato Pan-Americano da IBJJF (2014 / 2011)
- 3º lugar no Campeonato Mundial da IBJJF (2014 / 2012 / 2009)

- 1º lugar no Campeonato Mundial da IBJJF (2007[8] / 2005 – faixa-marrom)
- 1º lugar no Campeonato Pan-Americano da IBJJF (2007 – faixa-marrom)
- 1º lugar no Campeonato Profissional da Grapplers Quest (2007)
- 1º lugar no Campeonato Estadual de São Paulo da FPJJ (2006 – faixa-marrom)
- 1º lugar no Campeonato Europeu da IBJJF (2006 – faixa-marrom)